# Henryk Likowski

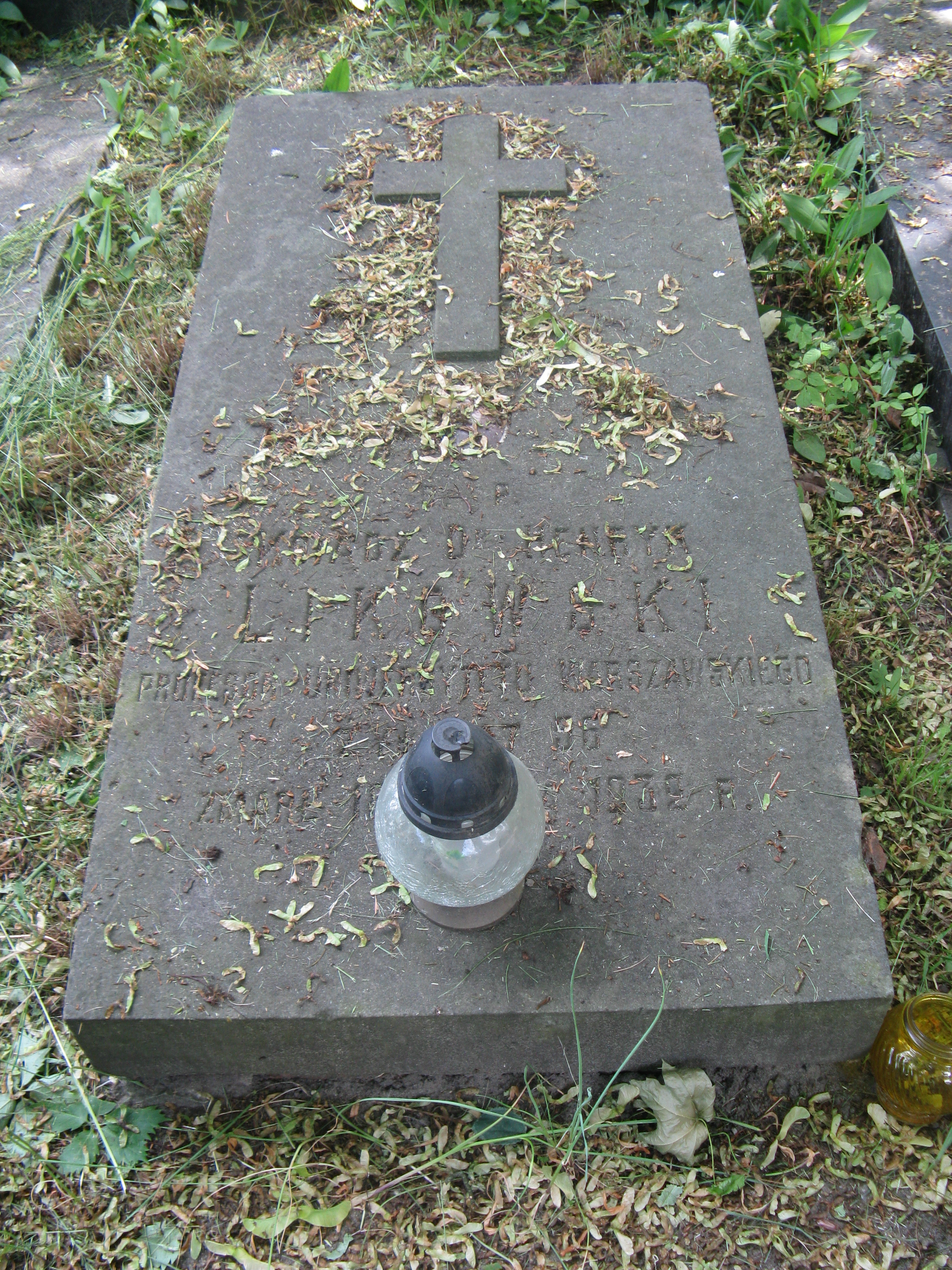
Mộ của Henryk Likowski tại Nghĩa trang Powązki

Henryk Walenty Likowski (sinh ngày 9 tháng 1 năm 1876 tại Michorzewek, mất ngày 18 tháng 3 năm 1932 tại Warszawa) là nhà sử học của Giáo hội Ba Lan, linh mục Công giáo, giáo sư Đại học Warszawa.

## Tiểu sử
Henryk Walenty Likowski là con trai của Julian và Anna Połczyńska, cháu trai của Edward Likowski. Năm 1895, ông tham gia học tại Chủng viện Thần học ở Poznań, ông tiếp tục học ở Münster và Wrocław. Năm 1899, ông thụ phong linh mục. Ông lấy bằng tiến sĩ tại Đại học Poznań vào năm 1922, và ba năm sau, ông lấy bằng tốt nghiệp tại Đại học Lviv. Vào ngày 13 tháng 12, August Hlond bổ nhiệm ông làm giáo sư lịch sử Giáo hội tại Chủng viện Poznań. Từ năm 1927, ông giảng về lịch sử Giáo hội tại Khoa Thần học Đại học Warszawa. Ông đã công bố nhiều công trình lịch sử, là một trong những thành viên sáng lập của Hội những người đam mê lịch sử của thành phố Poznań. Từ năm 1919 đến năm 1927, ông là giám đốc của Thư viện Đại học Poznań.
Henryk Likowski qua đời ngày 18 tháng 3 năm 1932 tại Warszawa. Thì hài được chôn cất tại Nghĩa trang Powązki.

## Ấn phẩm nổi bật
- Kwestya Unii Kościoła Wschodniego z Zachodnim na soborze konstancjeńskim (Câu hỏi về sự Liên hiệp của Giáo hội Phương Đông và Phương Tây tại Công đồng Constance), Przegląd Kościelny 8 (1905), trang 510-519; 9 (1906), trang 7-20, trang 168-186.